# Escarpe

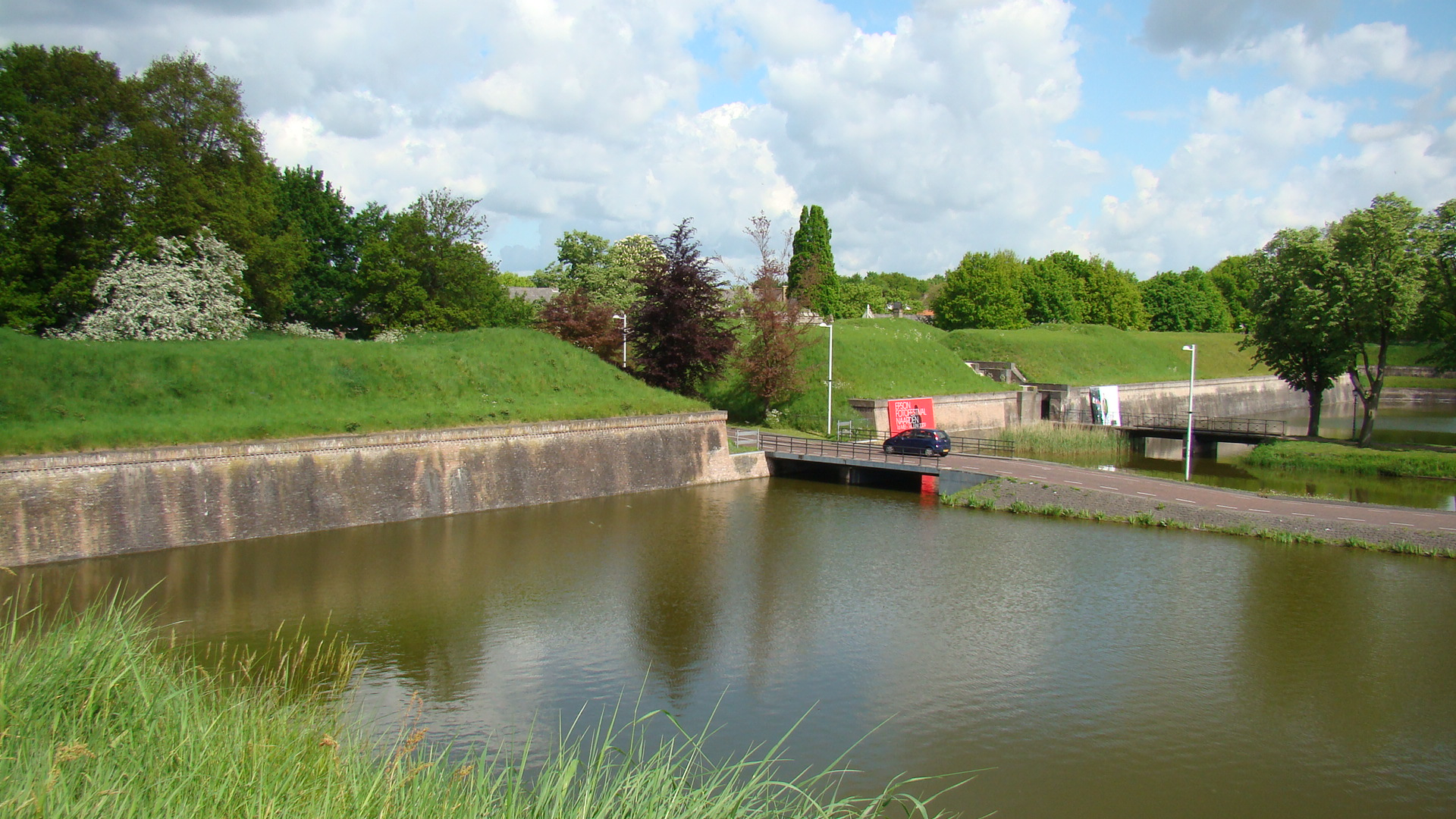
Gemetselde escarpe in Naarden

Een escarpe of binnengrachtsboord is het (steil) talud van een (eventueel droge) gracht in een vesting dat aan de binnenzijde is gelegen. Het is in het algemeen steil en soms van een weermuur of revêtement voorzien.
Aan de buitenzijde van de gracht vindt men het contrescarpe. Soms wordt de benaming contrescarp(e) ook gebruikt voor het geheel van de buitenoever, de bedekte weg en de glacis. 
Het woord is afkomstig van het Italiaans 'scarpa' dat 'scherp' of 'steil' betekent en ook voorkomt in een woord als 'escarpement', dat steile klif betekent.